# Посольство Украины в Молдове
Посольство Украины в Республике Молдова (укр. Посольство України в Республіці Молдова) — дипломатическая миссия Украины в Молдове, находится в Кишинёве.

## Задачи посольства
Основная задача посольства Украины в Кишинёве — представлять интересы Украины, способствовать развитию политических, экономических, культурных, научных и других связей, а также защищать права и интересы граждан и юридических лиц Украины, которые находятся на территории Молдовы.
Посольство способствует развитию отношений между Украиной и Молдовой на всех уровнях, с целью обеспечения гармоничного развития двухсторонних отношений, а также сотрудничества по вопросам, представляющим взаимный интерес. Посольство также выполняет консульские функции.

## История дипломатических отношений
Украина признала независимость Молдавии 21 декабря 1991 года. Дипломатические отношения между Республикой Молдова и Украиной были установлены 10 марта 1992 года.

## Консульство Украины в Бельцах

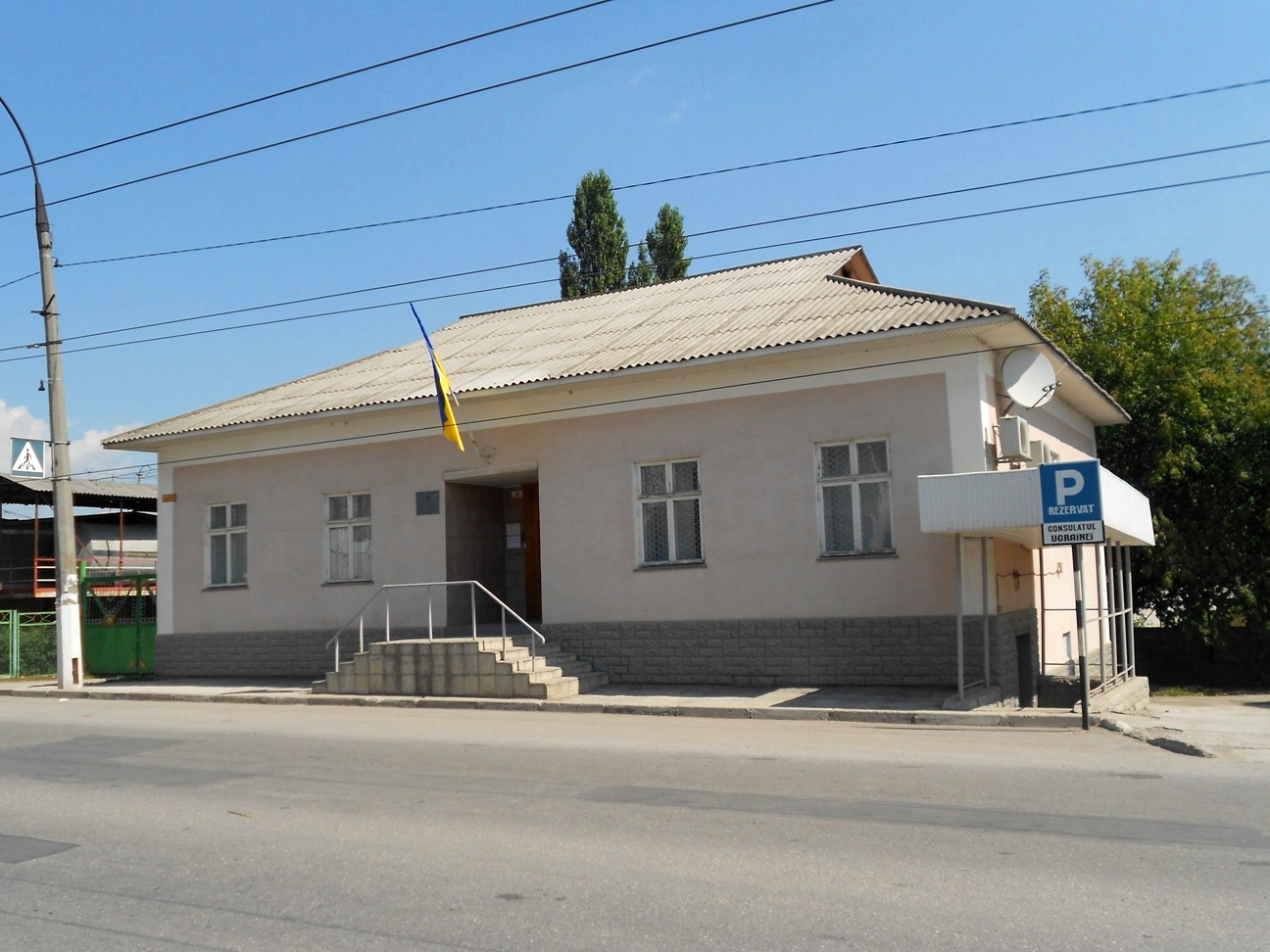
Здание консульства Украины в Бельцах

Консульский округ: муниципия Бельцы; районы: Бричанский, Глодянский, Дондюшанский, Дрокиевский, Единецкий, Каменский, Окницкий, Резинский, Рыбницкий, Рышканский, Сынжерейский, Сорокский, Теленештский, Фалештский, Флорештский, Шолданештский.
- Адрес: 3121, Молдова, г. Бельцы, ул. Киевская, 143.

## «Украинский дом» в Тирасполе
- Адрес: 3121, Молдова (Приднестровье), г. Тирасполь, пр. Энгельса, 15.

## Список послов
1. Мужиловский, Силуан Андреевич (1649)
2. Джеджалий, Филон Прокопович (1650)
3. Бойко, Виталий Фёдорович (16 октября 1992 — 10 января 1995)[2][3]
4. Левицкий Евгений Викторович (1994—1996), временный поверенный
5. Гнатишин, Иван Николаевич (30 марта 1996 — 20 декабря 2000)[4][5]
6. Рендюк Теофил Георгиевич (2000), временный поверенный
7. Чалый, Пётр Фёдорович (20 декабря 2000—3 марта 2007)[6][7]
8. Пирожков, Сергей Иванович (3 марта 2007 — 29 октября 2014)[8][9]
9. Алтухов, Геннадий Валентинович (2014—2015), временный поверенный
10. Гнатишин, Иван Николаевич (28 июля 2015 — 25 апреля 2019)[10][11], второй раз
11. Шевченко, Марк Александрович (18 декабря 2019 — 29 марта 2024)[12][13]
12. Сиренко, Наталья Юрьевна (2024—2025), временная поверенная[14]
13. Роговей, Паун Аурелович (с 7 февраля 2025)[15]